# Leonel Torres
Carlos Leonel Torres (Rosario, Argentina; 20 de octubre de 1994) es un futbolista argentino. Se desempeña como mediocampista y su equipo actual es el Diriangén de la Primera División de Nicaragua.

## Trayectoria

### Newell's Old Boys
El 10 de junio de 2013, Gerardo Martino lo hizo debutar de manera profesional en Newell's Old Boys en reemplazo de Maxi Rodríguez, frente a Unión de Santa Fe, por la decimonovena fecha del Torneo Final, en un encuentro disputado en el Estadio Marcelo Bielsa de Rosario. El mismo terminó 5 a 0 a favor de Newell's Old Boys.

### Diriangén
El 12 de agosto de 2015, tras no entrar en los planes de Lucas Bernardi, se confirmó su fichaje en calidad de préstamo por el Diriangén de la Primera División de Nicaragua.

### Guillermo Brown
El 11 de enero de 2016, tras un efímero paso por el fútbol centroamericano, se conoció su incorporación al Guillermo Brown para disputar la Primera B Nacional.

## Clubes
| Club                     | País      | Año           | PJ | Goles |
| ------------------------ | --------- | ------------- | -- | ----- |
| Newell's Old Boys        | Argentina | 2013 - 2015   | 3  | 0     |
| Diriangén (cesión)       | Nicaragua | 2015 - 2016   | 12 | 2     |
| Guillermo Brown (cesión) | Argentina | 2016-2017     | 24 | 2     |
| Diriangén (cesión)       | Nicaragua | 2017-presente |    |       |

## Palmarés

### Campeonatos nacionales
| Título           | Club              | País      | Año       |
| ---------------- | ----------------- | --------- | --------- |
| Primera División | Newell's Old Boys | Argentina | 2013      |
| Liga Primera     | Diriangén FC      | Nicaragua | 2017-2018 |